# Haslet (Teksas)
Haslet je grad u američkoj saveznoj državi Teksas. Prema popisu stanovništva iz 2010. u njemu je živjelo 1.517 stanovnika.